# Portòria
Portòria (Portorium) fou un impost romà sobre les importacions i exportacions, i algunes pagades també al peatge per passar per ponts. Existia ja en la monarquia doncs Publi Valeri Publícola I en va eximir la plebs al començament de la república, però aquesta fou una mesura temporal, i amb el temps nous impostos de portorium es van introduir. La portoria et vectigalia multa fou introduïda pels censors Marc Emili Lèpid i Marc Fulvi Nobílior; Gai Semproni Grac va augmentar el nombre d'articles subjectes a portòria.
Apareix després l'impost pagat als ports de Càpua i Puteoli. Amb el temps Sicília o Àsia aportaven la part principal de la portòria però de vegades aquest impost era cobrat directament per ciutats aliades o estats clients. La llei Caecilia de vectigalibus, proposada pel pretor Quint Cecili Meteli Nepot (cònsol 57 aC), va abolir la portòria a tot Itàlia vers el 60 aC; la causa fou que els portitores, els encarregats de cobrar la portòria, exigien als mercaders sumes superiors a les legals; per un temps la portòria només es va cobrar a províncies fins que Juli Cèsar la va restaurar. August va incrementar el seu import i va crear noves portòries; els emperadors posteriors ho van incrementar o disminuir segons les necessitats.
Estaven subjectes a portòria tots els productes importats per ser venuts a territori romà, incloent esclaus, però els articles d'ús personal estaven exempts; algunes coses d'ús personal, com un noi maco o un eunuc, havien de pagar impost en ser considerats luxes; les importacions de l'estat estaven exemptes.
Sobre el seu import se sap molt poc. Ciceró diu que la portòria a Sicília al seu temps era una vigèsima part del valor del producte, i a Grècia aquesta mateixa proporció era el costum; probablement era la suma més general; en temps imperials l'import més corrent fou el d'una quarta part (quadragesima) però cap al final de l'Imperi es va passar a una octava part
El portorium, com totes les vectigàlies, era encarregada pels censors als publicans que la recaptaven per mitjà dels portitores.